# Ojayy Wright
Ojayy Wright, de son vrai nom Oluwagbenga Jerry Amu-wright et né le 22 septembre 1993 au Nigéria, est un musicien nigérian, originaire de Lagos.

## Biographie

### Jeunesse et formation
OJayy Wright est né dans l'État de Lagos au Nigeria le 22 septembre 1993 de parents nigérians. Il est le fils de Bukky Wright (en). Il passe son adolescence entre les USA et le Nigeria. Il obtient un diplôme en sciences biologiques de l'Université Rutgers du New Jersey aux États-Unis.

### Carrière musicale
Il commence à expérimenter la musique dès son plus jeune âge, avec les influences de ses amis et de sa mère. Avant de commencer l'université aux États-Unis, il enregistre la musique comme professionnel, travaillant avec des DJ et des producteurs de disques locaux aux États-Unis. Il sort une mixtape intitulée « Ready or Not » qui est un mélange de musique hip hop et RnB en 2010. Après une visita au Nigeria fin 2011, il décide de changer de rythme et se lance dans l'Afrobeat. Il sort une reprise de Dami Duro de Davido intitulée all day long.
Il prend ensuite une pause pour se concentrer sur l'obtention de son baccalauréat, . Après avoir obtenu son diplôme en sciences biologiques de l'Université Rutgers du New Jersey aux États-Unis, il retourne au Nigeria et sort quelques singles sous la marque « Barcodes Music Group ». Label crée par lui-même et son cousin producteur de disques avec le soutien de sa mère.
Il enregistre plusieurs chansons et vidéoclips. Il signe chez Bluediamond Entertainment en 2016 et fait partie du label depuis la sortie de plusieurs EP et collaborations.

## Discographie

### Albums
EPs
- 37 Degrees in Lagos (2020) [3]
- Commander-In-Chief (2021) [4]

### Singles
- 2014: Kritical265 [1]
- 2020: Erika [4]
- 2020: Fuji Pop avec Teni

## Distinctions et nominations
- Nommé Best New Artist au 2020 African Entertainment Awards USA [5],[6]